# Sonia Monroy
Sonia Monroig Casals, más conocida como Sonia Monroy (Barcelona, España; 1 de octubre de 1972) es una actriz y cantante española.

## Biografía y carrera
Sonia Monroy es hija de Perfecto Monroig Navarro (1936-16 de julio de 2009), Propietario de una ferretería Barcelona y de Virtudes Casals Barberá (27 de agosto de 1933-?). Tiene seis hermanos más.
Fundadora del grupo Sex Bomb, el cual lanzó un álbum que vendió más de 50.000 copias en España, por lo que fue Disco de Oro. Presentadora de varios programas, tanto a nivel autonómico como internacional en Fox Sports.
Regresa al teatro en una gira por cinco años en un espectáculo junto a los hermanos Calatrava con los que ya había actuado en 1996 en televisión en las comedias y programas de variedades producidos por José Luis Moreno, en 2009 a las series de televisión en Los exitosos Pells de Cuatro, y en 2011 hace su debut cinematográfico siendo una de las protagonistas de la película Serie B y con un cameo en Torrente 4. En 2014 interpreta a Taylor Usher en la película americana Less Than a Whisper (Menos que un suspiro).
Es la famosa que más veces ha sido portada de la revista Interviú, con un total de 12 portadas.
El 5 de mayo de 2011, Sonia Monroy publica su sexto sencillo en solitario "Salvaje". Fue lanzado en formato digital, a través de la plataforma iTunes. El videoclip de la canción, dirigido por Salva Musté, superó las 250.000 escuchas en YouTube. El tema fue incluido en Movimiento Pica Pica - Caribe Mix 2011; también sirvió para promocionar su participación en Supervivientes 2011.

## Repercusión mediática
En 1996 apareció en televisión en Esta noche cruzamos el Mississippi. En 1998 se une al equipo de Crónicas marcianas y sigue de reportera o colaborando en la misma cadena y en varios programas de canales autonómicos durante más de una década. En 2011 es entrevistada desde Los Ángeles por Callejeros Viajeros, episodio donde interpreta la canción "The Climb".
En el año 2020 es interpretada por La Zowi en el primer episodio de Veneno, serie dirigida por Javier Ambrossi y Javier Calvo.

### Supervivientes
Entró como concursante en el programa Supervivientes en 2011, donde fue salvada por el público 8 veces tras haber estado 9 veces nominada, durante 84 días de concurso. Cuando fue eliminada a las puertas de la final en la última gala se derrumbó en el suelo durante varios minutos sin poder reaccionar. Su expulsión hizo que fuera la persona más comentada vía Twitter, ocupando el octavo puesto del trending topic mundial durante la gala, y permaneciendo en el TT de España durante más de 4 días.

### Campamento de verano
En 2013 ingresa al programa Campamento de verano donde entra como sustituta cinco semanas después de que se estrenara el concurso, aun así consigue llegar hasta la semifinal librándose de varias expulsiones.

### Conflicto conTiempo de Juego
Después de su montaje en los Premios Óscars 2015, Sonia Monroy entró en directo en el programa de radio Tiempo de Juego, de la COPE. Mientras se producía la entrevista, el reputado periodista Pepe Domingo Castaño y su ahijado Dani Martínez hicieron una serie de comentarios que molestaron a Sonia.

### Oscars 2023
Sonia Monroy acudió a los Óscar 2023 horas antes de la ceremonia para grabar un reportaje para el programa Fiesta de Telecinco liderado por Emma García. La actriz se desplazó hasta el Dolby Theatre y grabó en una zona donde no estaba permitido y tuvo un altercado con la policía por lo que tuvo que salir corriendo. En su intento de salir huyendo de la policía "...acabó retenida por la policía, con el vestido roto y sin un zapato"

## Discografía
| Sencillos en solitario 1999: "Una buena vida" 2005: "Tú eres mi cielo" 2008: "Lorenzo" 2010: "Los chicos en la playa" 2011: "Salvaje" 2013: "Contigo no será" 2014: "Sácalo de mi pensamiento" 2015: "You are my baby, Oskar" | Sex Bomb 2003: Ven (50.000 unidades vendidas) 1. "Si llama, dile que he salido" 2. "Armas de mujer" 3. "Ven, ven, ven" 4. "De mí te olvidarás" 5. "Lloré tu ausencia" 6. "Dance" 7. "Cómeme" 8. "Pegando fuerte" 9. "If You Love Me" 10. "Sin tu amor" | Temas inéditos "Lloré tu ausencia" "Más de mil kilómetros" "Muévete" "Ni contigo ni sin ti" "No esperes amor" "Sedúceme" "Son de amor" Vida | 2Atrevidas 2012: Boys boys boys |

## Filmografía

### Películas
| Películas | Películas                | Películas          | Películas        |
| Año       | Título                   | Personaje          | Notas            |
| --------- | ------------------------ | ------------------ | ---------------- |
| 1996      | Te lo mereces            | Azafata            | Cortometraje     |
| 1997      | Atómica                  | Superheroína       | Papel menor      |
| 1998      | Una noche de cine        | Sonia              | Cortometraje     |
| 2011      | Torrente 4               | Chica vis a vis    | Papel menor      |
| 2011      | Hermanos                 | Sonia              | Cortometraje     |
| 2012      | Serie B                  | Lidia              | Papel principal  |
| 2013      | Rupert                   | Andrea             | Cortometraje     |
| 2015      | Less than a whisper      | Taylor Usher       | Papel principal  |
| 2016      | My Hollywood Dream Sucks | Pura               | Cortometraje     |
| 2016      | Sin Vergüenzas           | Lockeroom Wrestler | Papel secundario |
| 2016      | Hollywood Dream          | Sonia              | Cortometraje     |
| 2016      | EuroClub                 | Captain Flores     | Papel principal  |
| 2016      | EuroKing                 | Captain Flores     | Papel principal  |
| 2018      | M. E. C. C. A            |                    | Cortometraje     |
| 2018      | The Loop                 | Joan               | Cortometraje     |
| 2019      | Marta' s Dance           | Marta              | Cortometraje     |
| 2020      | Dweller                  | Oficial de policía | Papel secundario |
| 2021      | 5 Minutes                | Inez               | Cortometraje     |

### Series de televisión
| Series de televisión | Series de televisión           | Series de televisión | Series de televisión |
| Año                  | Título                         | Personaje            | Notas                |
| -------------------- | ------------------------------ | -------------------- | -------------------- |
| 2009                 | Los exitosos Pells             | Enfermera            | 2 episodios          |
| 2016                 | Hollywood or Bust              | Jessica              | 1 episodio           |
| 2017                 | El hogar es donde está la casa | Viuda                |                      |
| 2020                 | Pump                           | Mujer en la fiesta   | 1 episodio           |
| 2023                 | The Lincoln Lawyer             | Extra                | 1 episodio           |
| 2023                 | How I Met Your Father          | Extra                | 1 episodio           |
| 2023                 | Grey's Anatomy                 | Extra                | 1 episodio           |
| 2024                 | El simpatizante                | Extra                | 1 episodio           |

### Programas de televisión
| Programas de televisión | Programas de televisión            | Programas de televisión | Programas de televisión    |
| Año                     | Título                             | Cadena                  | Notas                      |
| ----------------------- | ---------------------------------- | ----------------------- | -------------------------- |
| 1996-1997               | Esta noche cruzamos el Mississippi | Telecinco               | Bailarina                  |
| 1998-2005               | Crónicas marcianas                 | Telecinco               | Colaboradora               |
| 2002                    | Vitamina N                         | City TV                 | Colaboradora               |
| 2009-2010               | Sálvame                            | Telecinco               | Colaboradora               |
| 2011                    | Supervivientes                     | Telecinco               | Concursante 13.ª expulsada |
| 2013                    | Campamento de verano               | Telecinco               | Concursante 9.ª expulsada  |
| 2017-2018               | Sálvame Stars                      | Telecinco               | Cantante en videoclip      |
| 2020                    | La casa fuerte 2                   | Telecinco               | Concursante 3.ª expulsada  |